# Hombre (film)
Hombre (titlul original: în engleză Hombre) este un film western american, realizat în 1967 de regizorul Martin Ritt, după romanul omonim al scriitorului Elmore Leonard, protagoniști fiind actorii Paul Newman, Fredric March, Richard Boone și Martin Balsam. 
Hombre a fost al șaselea și ultimul film în care Newman a jucat sub regia lui Ritt, după ce lucraseră împreună la Lunga vară fierbinte (The Long Hot Summer), Paris Blues, Aventurile unui tânăr, Hud și The Outrage.

## Conținut
Arizona, 1884. John Russel (Hombre, în spaniolă „Omul”) este un tânăr alb crescut din copilărie de apași ca unul de-al lor, apoi luat și adoptat de proprietarul unui mic hotel din oraș. Devenind adult, Hombre a ales totuși să se întoarcă să locuiască cu apașii, în rezervația lor. La moartea tatălui său adoptiv, Hombre moștenește hotelul. El decide să-l vândă pentru a cumpăra cai, ceea ce îl obligă să-l concedieze pe manager, Jessie, o fată cu suflet bună care avea o viață aventuroasă. Ziua următoare Hombre ia diligența pentru a ajunge în oraș. Călători în compania sa sunt prietenul său vizitiul Enrique Mendez, Jessie, profesorul Alexander Favor, „agent pentru afaceri indiene” și soția sa Audra, un cuplu de tineri inofensivi (Lee și Doris Blake), și un voiajor vulgar și arogant, Cicero Grimes.
În timpul călătoriei, voiajorii, strânși laolaltă și zdruncinați de denivelările drumului, discută. Conversația cade asupra indienilor, iar Hombre le ia apărarea: după opinia lui, au fost înșelați de guvernul care i-a îzolat în zone aride fără resurse de trai, înfometându-i. După ce a descoperit că John Russell este de origine indiană, profesorul Favor solicită ca Russell să călătorească pe capră alături de vizitiul Mendez. Pe drum, diligența este atacată de o bandă condusă de Grimes, care știa că Dr. Favor transporta bani pe care i-a furat chiar de la Apașii cu care a crescut Russell. Grimes pleacă împreună cu bandiții, luând-o pe doamna Favor ca ostatică.
Russell scoate o pușcă ascunsă pe acoperișul diligenței și împușcă doi dintre bandiți, dintre care unul este fostul iubit al lui Jessie, Frank, care are banii furați în desagii de sub șa. El insistă ca Dr. Favor să-i dea banii recuperați. Ceilalți pasageri fac acum apel la Russell pentru a-i conduce în siguranță. După ce Russell pleacă să cerceteze drumul spre mina părăsită, Dr. Favor îl dezarmează pe Mendez. Russell se întoarce când Favor este pe cale să plece cu banii. Russell îi ia banii și îl alungă din grup.
Ceilalți, Russell, Mendez, Jessie, Billy Lee și Doris, ajung la mină, unde se ascund și se consolidează în așteptarea unui alt atac al bandei Grimes, care încă se afla în apropiere după prada de dolari. Favor aflat la capătul puterilor, pur și simplu s-a întors și el la mină, însetat de efortul făcut. Neascultându-l pe Russell, Jessie îi strigă să bea din burduful de la intrarea în mină din apropierea sa, prin asta atrăgându-le atenția bandiților care tocmai soseau și le-au descoperit ascunzătoarea. 
Grimes este rănit de un foc tras de Russell în timp ce încearcă să le facă propunerea să schimbe ostatica pentru bani.
Mila lor pentru viața doamnei Favor pe care mexicanul a legat-o de șina vagoneților de mină în soarele dogorâtor, pentru a-i forța să le dea banii, depășește în cele din urmă bănuiala că Grimes o folosește pentru a-i atrage în capcană, iar Jessie îl convinge pe Russell să o salveze pe doamna Favor. Russell îi dă banii lui Billy Lee și îi cere dacă va fi nevoie, să îi ducă el înapoi indienilor din San Carlos, de la care au fost furați. Russell coboară din ascunzătoare cu desagii despre care pretinde că sunt plini de bani, în timp ce Billy Lee țintește cu pușca spre banditul mexican care se va afla în spatele lui Russell. Acesta o eliberează pe doamna Favor care se îndreaptă încet spre grup, dar până când Russell aruncă desagii către Grimes, doamna Favor s-a prăbușit într-un punct în care acoperea ținta lui Billy Lee, banditul mexican. În lupta care a urmat, Russell reușește să-l omoare pe Grimes iar cu mexicanul se împușcă reciproc.

## Distribuție
- Paul Newman – John Russell

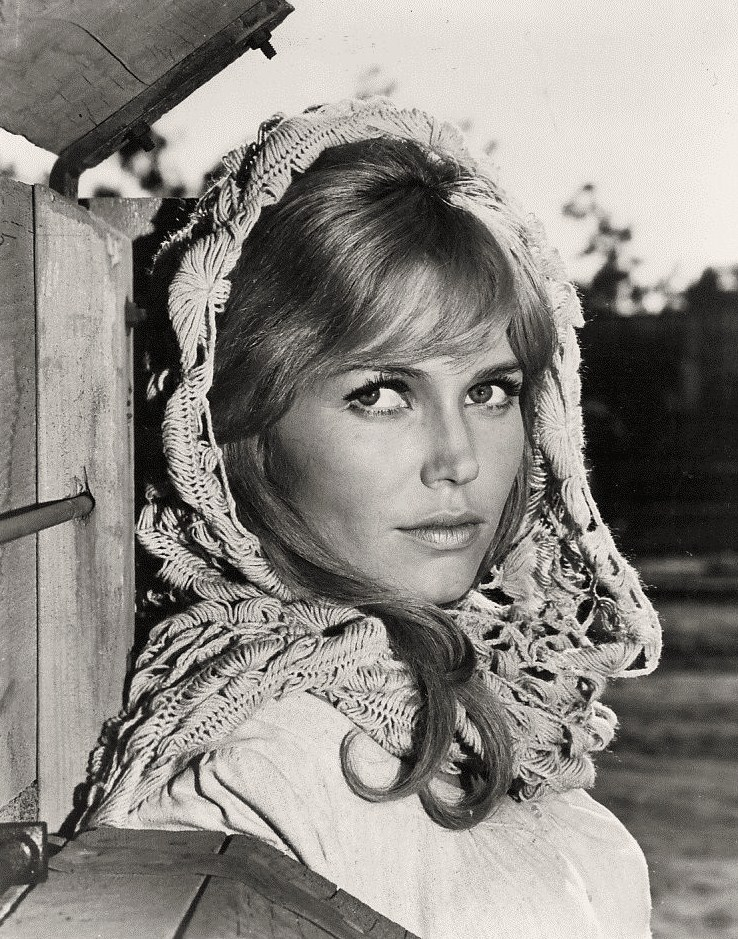
Margaret Blye în rolul lui Doris Blake

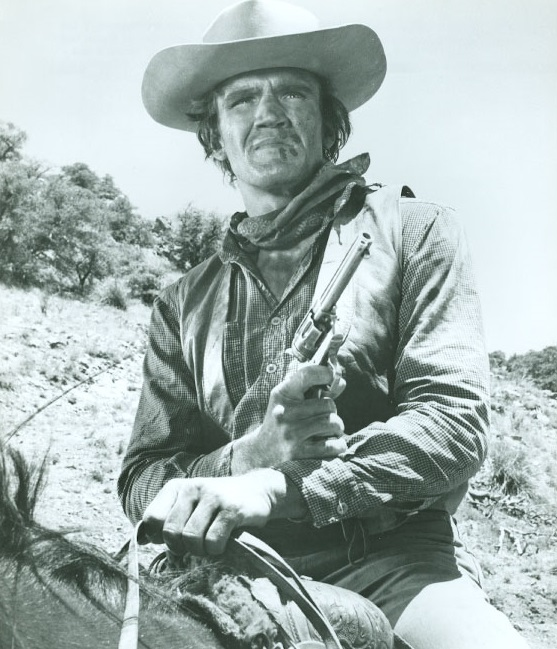
David Canary într-o scenă din film

- Fredric March – Alex Favor, agent pentru afaceri indiene
- Richard Boone – Cicero Grimes
- Diane Cilento – Jessie
- Cameron Mitchell – Frank Braden
- Barbara Rush – Audra Favor
- Peter Lazer – Billy Lee Blake
- Margaret Blye – Doris Blake
- Martin Balsam – Henry Mendez
- Skip Ward – Steve Early
- Frank Silvera – banditul mexican
- David Canary – Lamar Dean
- Val Avery – Delgado
- Larry Ward – soldatul

## Culise
Hombre este unul din filmele anilor 1960 care descriu situația americanilor nativi într-un mod diferit de cum au fost văzuți anterior în westernuri. Sunt descrise rasismul împotriva indienilor (intenționat sau nu) cât și exploatarea lor.
Dialogul lui Newman în film este laconic și o mare parte din rol este executat prin joc și acțiune tipică westernurilor-târzii sau ale subgenului anti-western, adică filme de demitizare a westernului.
„ Western ironic, inspirat dintr-un roman a lui Elmore Leonard, marcat de revolta împotriva discriminării rasiale, dar și de relieful psihologic al personajelor.  ”— Tudor Caranfil 

## Producție
Filmul a fost turnat la locația din Coronado National Forest din Arizona, la Helvetia Mine din Comitatul Pima, Arizona, la Old Tucson, Arizona și la Bell Ranch din Santa Susana, California. Scenele stației de diligență au fost filmate la Jean Dry Lake, Las Vegas, Nevada.